# Дмитриев, Александр Михайлович
Александр Михайлович Дмитриев (род. 1948) — советский и российский ученый-металловед, специалист в области заготовительных процессов машиностроительного производства, член-корреспондент РАН (1997).

## Биография
Родился 30 апреля 1948 года в Москве.
В 1972 году — с отличием окончил Московское высшее техническое училище имени Н. Э. Баумана, специальность «Машины и технология обработки металлов давлением», там же в дальнейшем учился в аспирантуре и работает до настоящего времени.
В 1976 году — защитил кандидатскую, а в 1990 году — докторскую диссертацию.
В 1982 году — присвоено учёное звание старшего научного сотрудника, а в 1991 году — учёное звание профессора.
В 1997 году — избран членом-корреспондентом РАН по специальности «Машиностроение».
C 2012 года — работает профессором в МГТУ «Станкин».

## Научная деятельность
Ведет исследования в области применения холодной объемной штамповки выдавливанием, производства полых цилиндрических деталей машиностроения из труднодеформируемых материалов.
Разработал технологию выдавливания с созданием активных сил трения на поверхности контакта заготовки со штамповым инструментом (инструмент перемещают в направлении течения материала заготовки со скоростью, превышающей скорость течения).
Разработчик теории, метода расчета и технологии процессов холодной штамповки высокоплотных порошковых деталей.
С 1992 года по настоящее время ведет изыскания в области поиска новых способов пластического деформирования компактных и пористых (порошковых) заготовок, в которых реализуются интенсивные сдвиги в деформируемой заготовке.
Автор 8 книг, учебников и учебных пособий, 15 изобретений, более 100 научных статей.
Под его руководством защищены 4 докторские и 12 кандидатские диссертации.
Участие в научных организациях
- член экспертного совета «Машиностроение» ВАК РФ (с 1997 года)
- член международного общества по инженерной педагогике (IGIP)
- академик Академии проблем качества РФ (с 1995 года)
- член комиссии РАН по рассмотрению конкурсных работ молодых ученых (с 1998 года)

1. Гречников Ф. В., Дмитриев А. М., Кухарь В. Д. и др.: Под общей редакцией Овчинникова А. Г. Прогрессивные технологические процессы холодной штамповки. М.: Машиностроение, 1985.- 184 с.
2. Волкогон Г. М., Добряков Е. П., Дмитриев А. М. и др.: Под общей редакцией Дмитриева А. М., Овчинникова А. Г. Прогрессивные технологические процессы штамповки деталей из порошков и оборудование. М.: Машиностроение, 1991.- 320 с.
3. Технологическая наследственность в машиностроительном производстве / Дальский А. М., Базров Б. М., Васильев А. С., Дмитриев А. М. М.: Изд-во МАИ, 2000.- 364 с.
4. Дмитриев А. М., Воронцов А. Л. Технология ковки и объемной штамповки. Часть 1. Объемная штамповка выдавливанием: Учебник для вузов. М.: Высшая школа, 2002.- 400 с. В 2005 г. 2-е издание этого учебника: М.: Машиностроение.- 500 с.
5. Головин В. А., Дмитриев А. М., Воронцов А. Л. Технология ковки и объемной штамповки. Часть 2. Малоотходная объемная штамповка: Учебник для вузов. М.: Машиностроение, 2004.- 434 с.
6. Специальные технологические процессы и оборудование обработки давлением   / Голенков В. А., Дмитриев А. М., Кухарь В. Д. и др. / Под редакцией Голенкова В. А., Дмитриева А. М. М.: Машиностроение, 2004.- 468 с.
7. Технология конструкционных материалов: Учебник для вузов. Изд. 6-е (ранее авторство в 4-м и 5-м изд.) / Дальский А. М., Барсукова Т. М., Вязов А. Ф., Дмитриев А. М. и др. М.: Машиностроение, 2005. – 592 с.
8. Дмитриев А. М., Гречников Ф. В., Коробова Н. В. Специализированные прессы для обработки материалов давлением и их технологическое применение. Самара: Изд-во Самарск. гос. аэрокосм. ун-та, 2009.- 104 с.
9. Ковка и штамповка: справочник. В 4 т. Т. 3. Холодная объемная штамповка деталей из компактных и порошковых материалов / Под редакцией А. М. Дмитриева.- 2-е изд., перераб. и доп. / Под общ. ред. Е.И. Семенова.- М.: Машиностроение. 2010.- 384 с.

## Награды[1]
- Медаль ордена «За заслуги перед Отечеством» II степени (2005)
- Государственная премия Российской Федерации (в составе группы, за 2003 год) — за разработку и внедрение научно обоснованной технологии прокатки высокотекстурованной алюминиевой ленты, модернизацию прокатного комплекса и организацию крупномасштабного производства банок под напитки
- Премия Ленинского комсомола (в составе группы, за 1981 год) — за комплекс разработок по интенсификации процессов холодного деформирования листовых, трубных и объёмных заготовок
- Премия имени С. И. Мосина (2005)
- Премия Минвуза СССР за лучшую научную работу (1986)